# Gázló (hidrológia)

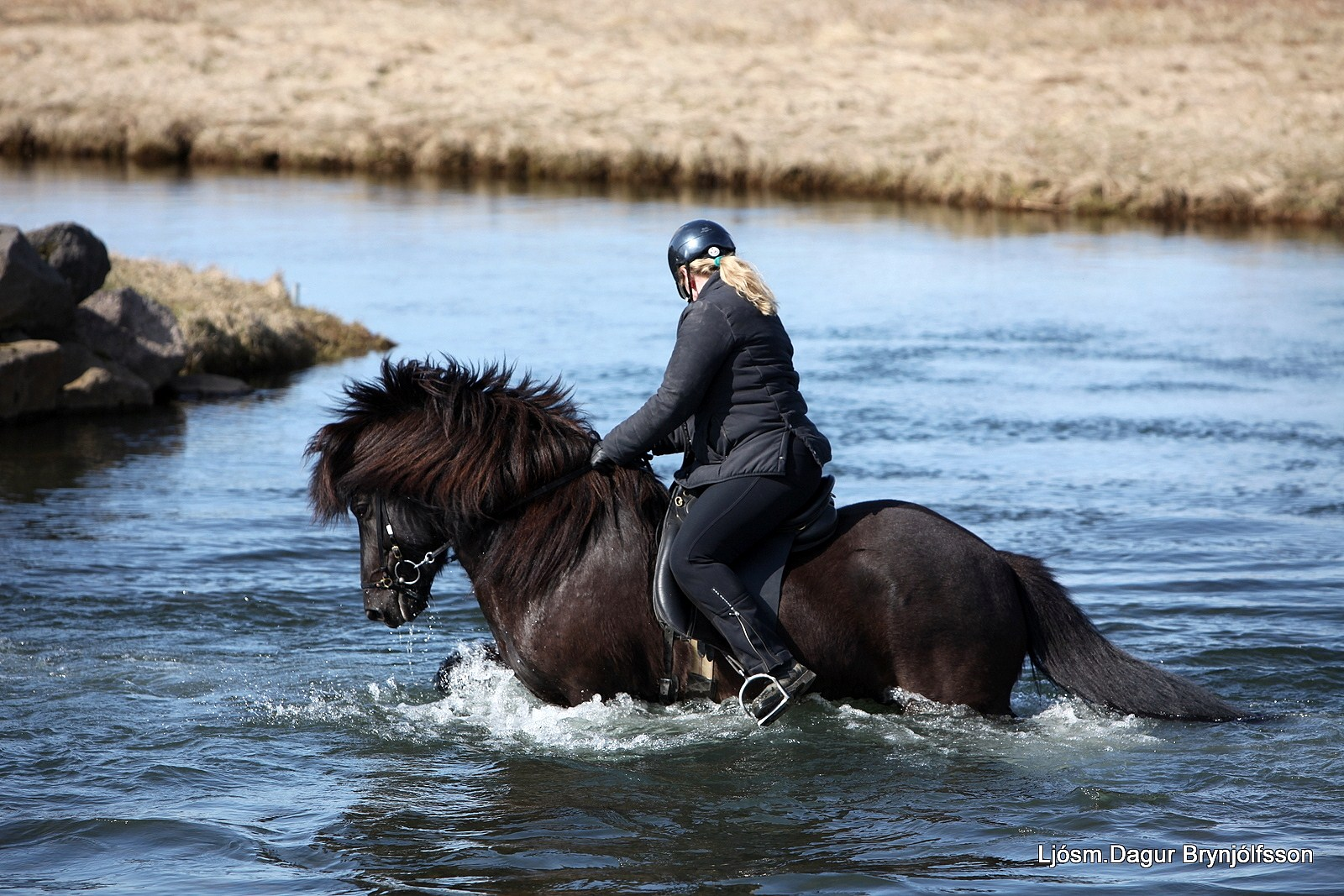
Átkelés lóháton

A gázló a folyónak olyan sekély része, ahol emberek, állatok és járművek a folyón híd, komp vagy hajó segítsége nélkül gyalog átkelhetnek, átgázolhatnak. A kis vízmélységen túl a gyenge sodrás is fontos, ezért gázlók általában ott találhatók, ahol a folyó mindkét partja sík és a folyó széles.

## Kialakulása
Földrajzi szempontból a gázló egy olyan hordalékpad, amely a folyó két kanyarulata között a fősodor inflexiós pontján alakul ki. Ilyen hordalékpad kialakulhat a folyó esésének csökkenésének helyén, amikor a folyó a hegyek közül kiér a síkságra, vagy a folyótorkolat közelében is.

## Története
A gázló használata a legősibb átkelési mód a folyón az átúszást nem számítva. Ezért régészeti szempontból is fontosak, mert az átkelés nem volt teljesen veszélytelen: a folyó elsodorhatta az átkelőket és felszerelésüket. Az átkelők maguk is dobtak ide tárgyakat a folyó istenségének kiengesztelésére.